# Ladislaus von Szögyény-Marich
Ladislaus von Szögyény-Marich von Magyar-Szögyén und Szolgaegyháza (Vienna, 12 novembre 1841 – Csór, 11 giugno 1916) è stato un diplomatico e politico austriaco di origine ungherese. Fu ambasciatore austriaco a Berlino dal 1892 al 1914.

## Biografia
Nato a Vienna il 12 novembre 1841, Szögyény-Marich era membro di una nobile famiglia ungherese ed era figlio di László, giudice del tribunale reale d'Ungheria (országbíró).
Dopo gli studi a Vienna, il barone Szögyény-Marich entrò nel servizio civile e venne eletto al parlamento ungherese nel 1869 dove rappresentò il partito di Ferenc Deák, e poi quello liberale. Nel 1883 lasciò il parlamento per entrare a far parte del ministero degli Esteri austro-ungarico, dapprima come capo sezione di II classe e poi di I classe. Il 24 dicembre 1890 venne nominato ministro degli Esteri presso il re d'Ungheria e divenne membro della Camera dei Magnati del parlamento ungherese.
Il 24 ottobre 1892 l'imperatore Francesco Giuseppe I d'Austria lo nominò ambasciatore in Germania ed egli presentò le proprie credenziali al kaiser Guglielmo II a Berlino il 12 novembre di quell'anno. Ricoprì tale incarico per ventidue anni, un periodo straordinariamente lungo per l'epoca perché appoggiato da Francesco Giuseppe (egli era un confidente intimo e amico del principe ereditario Rodolfo d'Asburgo e si interessò dell'incidente di Mayerling), né il ministro degli Esteri Alois Lexa von Aehrenthal avrebbe potuto allontanarlo.
Considerato freddo e calcolatore ma privo di immaginazione, egli era amico personale del Kaiser ed uno dei più anziani ambasciatori austriaci. Il 17 aprile 1910 fu nominato conte.

### La crisi di luglio
Dopo l'attentato di Sarajevo, nell'estate del 1914, Szögyény-Marich era ancora ambasciatore in Germania, malgrado l'età avanzata e il fatto che fosse parzialmente sordo. Il ministro degli Esteri austriaco Leopold von Berchtold cercò di scavalcarlo inviando il 4 luglio il suo collaboratore Alexander Hoyos a Berlino con la richiesta alla Germania di sostenere l'Austria nell'imminente conflitto contro con la Serbia. L'incontro con il Kaiser venne condotto dal conte von Szögyény-Marich a Potsdam e la sera del 6 luglio questi inviò un cablogramma al conte von Berchtold nel quale annunciava la riuscita dell'operazione con l'ottenimento del pieno supporto tedesco nelle azioni. Le intenzioni del Kaiser vennero confermate lo stesso giorno dal cancelliere Theobald von Bethmann-Hollweg e da Arthur Zimmermann, Sottosegretario di Stato. Fu l'"assegno in bianco" che la Germania staccò all'Austria consentendole di attivarsi militarmente contro la Serbia.

### Il ritiro dalla diplomazia
Scoppiata la prima guerra mondiale, von Szögyény-Marich, teso per gli eventi, si ritirò dalla diplomazia e venne sostituito dal principe Gottfried von Hohenlohe-Schillingsfürst Il 4 agosto 1914. Sostituzione discussa ben prima della guerra ma sempre rimandata per consentirgli un'uscita onorevole.
L'anziano conte si ritirò nella sua tenuta di Csór dove morì due anni dopo, l'11 giugno 1916. Nel 1900 aveva ricevuto il Toson d'Oro.